# Фьордленд
Национальный парк Фьо́рдленд (англ. Fiordland National Park) — крупнейший национальный парк Новой Зеландии.

## География
Национальный парк Фьордленд площадью более 12 500 км² занимает большую часть Фьордленда, горной юго-западной части Южного острова. Фьордленд со своей западной части изрезан фьордами Тасманова моря, а с востока ограничен многочисленными озёрами. Озёра, находящиеся на территории Фьордленда (например, озеро Манапоури), — глубочайшие в Новой Зеландии и самые крупные по площади на Южном острове. Горы в этой части Новой Зеландии достигают высоты в 2746 метров.
Вместе с национальными парками Уэстленд, Маунт-Кук и Маунт-Аспайринг национальный парк Фьордленд образует зону Всемирного наследия Те-Вахипоунаму. Национальный парк Фьордленд был создан в 1952 году и до сегодняшних дней является одним из самых труднодоступных районов Новой Зеландии. В 1990 году он включается в список Всемирного наследия ЮНЕСКО.

## Климат
Западные склоны горных хребтов Фьордленда относятся к одним из самых влажных регионов на планете. Климат в заповеднике — резко океанический. Температура зимой (в июле) составляет примерно 5 °C, летом (в январе) — около 23 °C. Склоны гор покрыты влажными тропическими лесами (сельва). В течение 200 дней в году здесь идут дожди, равномерно выпадающие в течение года. В связи с многочисленными и продолжительными осадками на морской поверхности во фьордах постоянно сохраняется 40-метровый слой пресной воды.

## Флора и фауна
В горных лесах среди прочих пород деревьев встречаются серебристый нотофагус возрастом до 800 лет. В парковой зоне многочисленны болота с соответствующей растительностью.
В зоне национального парка проживают наибольшее количество лесных птиц Новой Зеландии, их редчайшие представители, в том числе последние сохранившиеся какапо и такахе. Встречаются также южный киви, скалистый крапивник, кривоносый зуёк, стрелок, синяя утка, пастушок-уэка, желтолобый прыгающий попугай. В Фьордленде водится около 3000 видов насекомых, из которых 10 % встречается только на территории парка. Из завезённых животных в Фьордленде следует отметить оленей вапити, кускуса и крыс.
Во фьордах обитают новозеландские морские котики, толстоклювые пингвины, а также субтропические губки, моллюски и кораллы. Здесь находится крупнейшая в мире колония чёрных кораллов.

## Галерея

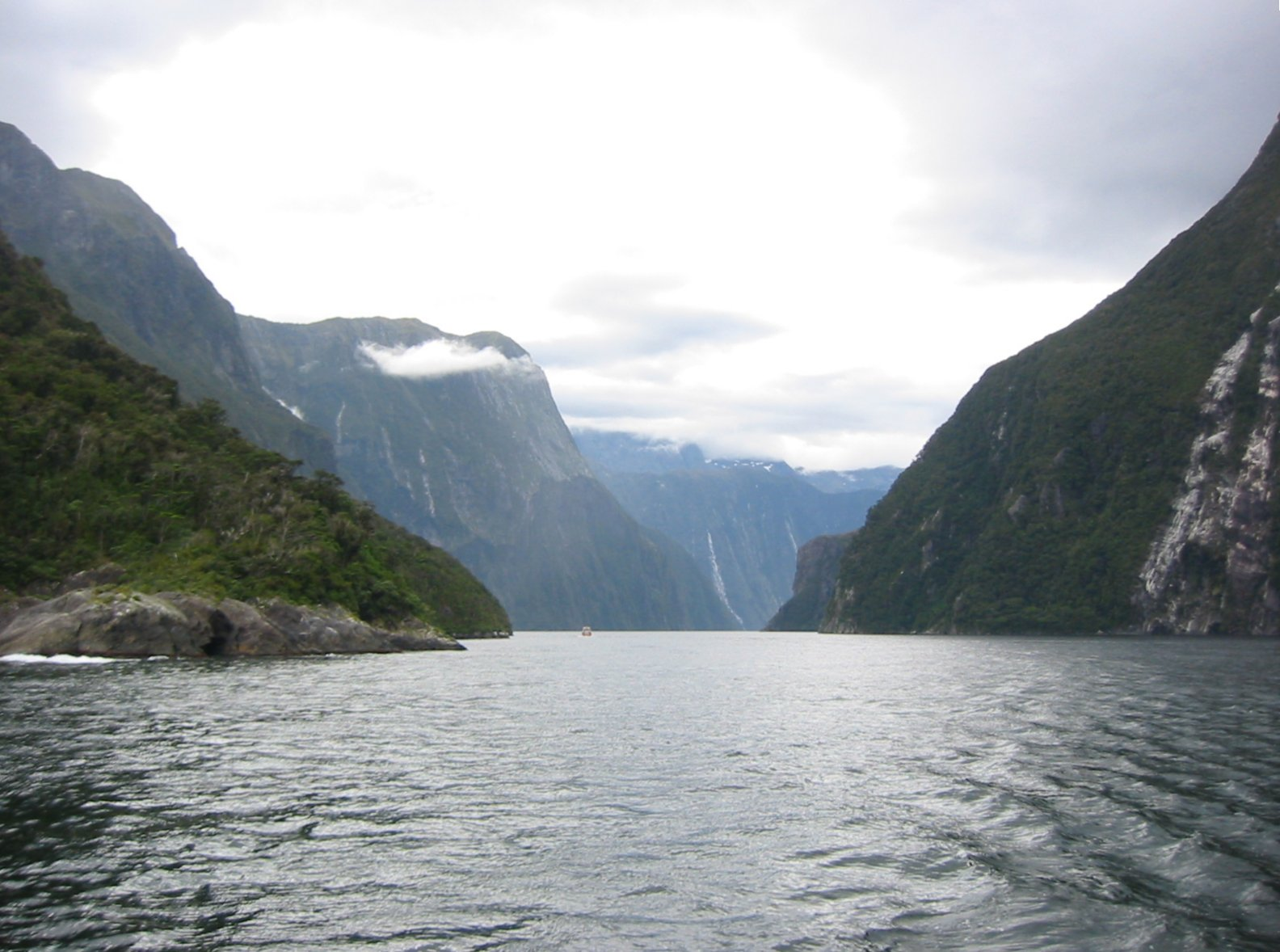
Фьорд Милфорд-Саунд
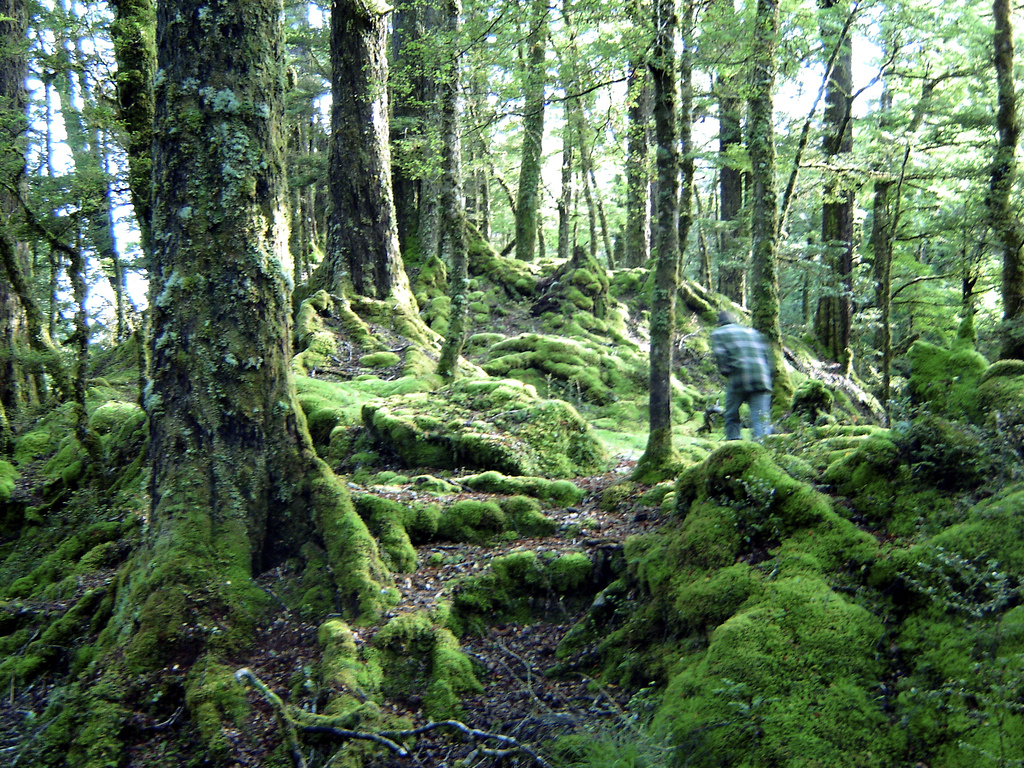
Лес близ озера Те-Анау
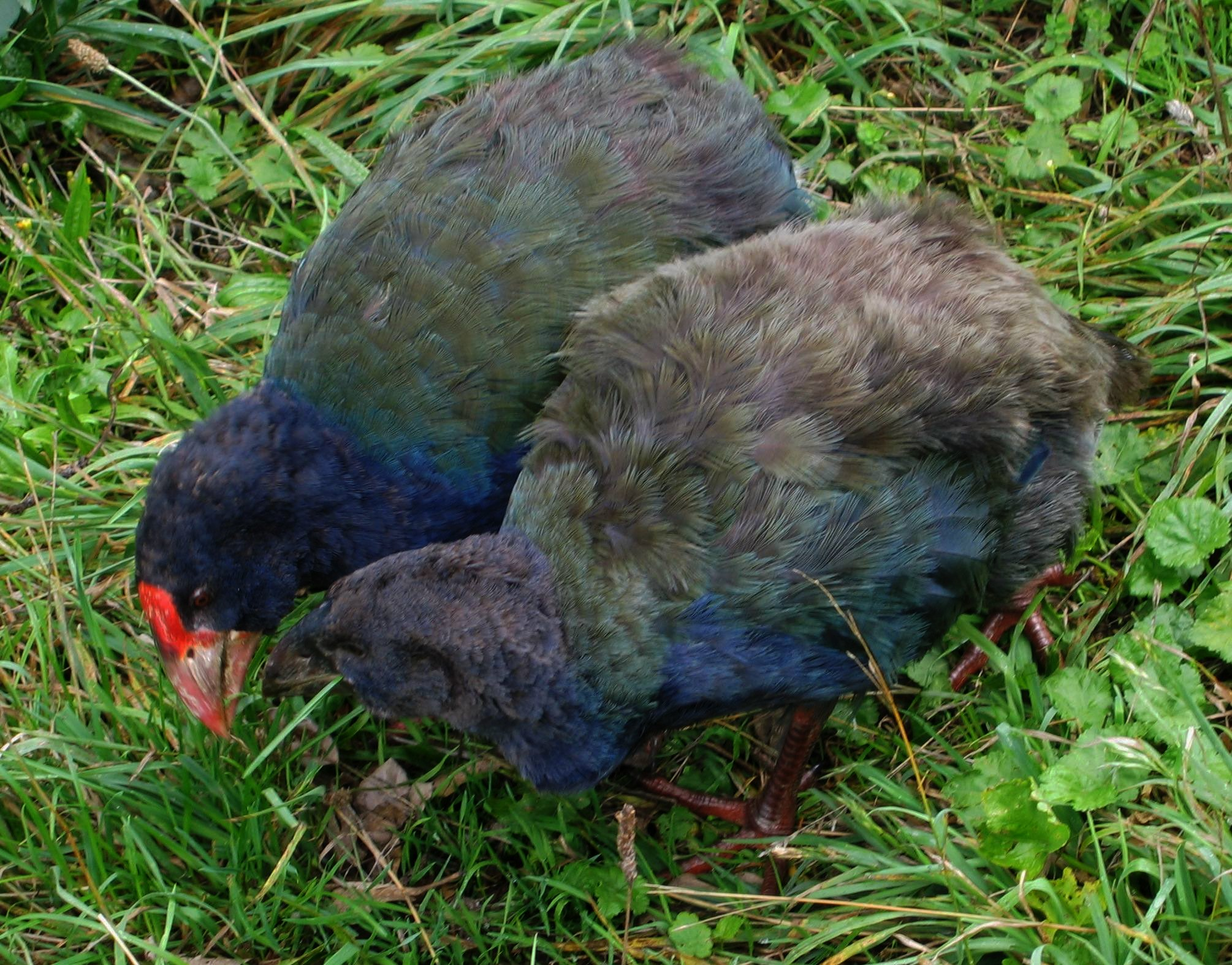
Двое из 250 сохранившихся на Земле такахе